# 納噶波狄
納噶波狄(梵文：Nagabodhi)，印度大乘密宗人士，八十四成就者之一。

## 簡介
納噶波狄是西印度的婆羅門小偷，他看到龍樹尊者正在享用金盤裡的珍饈佳餚，便生起偷盤子的念頭，但被龍樹尊者洞悉他的念頭，便將金盤從房間丟了出去。納噶波狄疑惑地進屋詢問龍樹做作為何？龍樹回應自身所做皆為利他，於是納噶波狄對龍樹升起信心，向他求法。
於是龍樹尊者給予他密集金剛的灌頂，並傳授解脫染執的教法，他在房屋的一個角落堆滿珠寶，讓納噶波狄待在屋內那裡，結果因為頭上長出巨大的角，十二年間稍微移動就會碰到東西，他因此變得很不快樂。而後龍樹尊者給予他進一步的指導，讓納噶波狄了悟到「空性」是萬法的真實體性。精進禪修六個月後，納噶波狄便了達了「輪涅無二」的成就。他以納噶波狄之名聞名，被視為龍樹的得意弟子。